# A Moszkvai Állami Egyetem főépülete
A Moszkvai Állami Egyetem főépülete (oroszul: Гла́вное зда́ние МГУ), vagy más néven a Lomonoszov Egyetem főépülete monumentális, szocreál stílusú épület a Veréb-hegyen, Moszkvában, Oroszország fővárosában. 1953-ban történt átadása óta a Moszkvai Állami Egyetem központi épületeként szolgál. Egyike a Hét nővérnek nevezett szovjet felhőkarcolóknak, 240 méteres magasságával pedig a legmagasabb, illetve a legnagyobb alapterületű (és talán a legismertebb is) azok közül. Évtizedekig volt Európa legmagasabb épülete. Lev Vlagyimirovics Rudnyev szovjet építész tervezte, aki a sztálinista építészet egyik kiemelkedő alakjának számított.

## Története
Az egyetem főépületének megépítésére először Borisz Iofan vezető szovjet építész tett ajánlatot, ám a tanulmányában hibát vétett, az épületet túlságosan közel rakta a Veréb-hegy széléhez, amely egy lehetséges földcsuszamlás esetén tragédiába torkollhatott volna, így a projektet végül Lev Rudnyev kapta meg, akinek ez a legismertebb munkája. Rudnyev addigra már több nagyszabású épületet tervezett, például a Frunze Katonai Akadémiát (1932–1937) vagy a Marsall apartmant (1947), amelyekkel kivívta a kommunista párt elismerését. Az ő terveiben az épület immáron biztonságosabb távolságban, 800 méterre a domb szélétől helyezkedett el. A munkálatok vezető mérnöke Vszevolod Nyikolajevics Naszonov volt.
Az 1949-ben kezdődött építkezésen gulagrabok dolgoztak, számuk elérte a 14 290-et. Az építkezés során a munkásokat a 24. és 25. szinten szállásolták el, hogy így csökkentsék az ellátásuk és őrzésük költségeit. A központi torony vázához több mint 40 000 tonna acélt, magához az épülethez pedig több mint 130 000 köbméter betont használtak fel, amelynek átadására 1953. szeptember elsején került sor. Befejezésekor 240 méteres magasságával a 7. legmagasabb épületnek számított a világon, ezek közül az első volt, amelyik nem New Yorkban épült, egyúttal elnyerte a Szovjetunió és egész Európa legmagasabb épületének címét is. (Előbbi címet a Kotyelnyicseszkaja rakparti lakóháztól vette el, amely szintén a Hét nővér egyike.) Európai rekordja egészen 1988-ig, a frankfurti Messeturm átadásáig tartott. A Moszkvai Állami Egyetem főépülete napjainkban is a világ legmagasabb oktatási épülete.
Rudnyev munkájáért 1949-ben megkapta a Sztálin-díjat. Később ő tervezte a varsói Kultúra és Tudomány Palotáját is, amelyet a Moszkvai Állami Egyetem főépülete ihletett. Az egyetem épületének stilizált változata szerepelt az 1980-as moszkvai olimpiai játékok hivatalos logóján is. Modelljéül szolgált továbbá a bukaresti Scînteia-háznak.

## Építészeti jellemzők
A felhőkarcolónak 36 szintje van, 240 méteres magasságából az épület „nyers” magassága a tetőig 187 métert tesz ki, erre jön egy bő 52 méter magas „antenna”, amely egy 12 tonnás, ötágú csillagban végződik. Az oldalsó épületszárnyak a központinál jóval alacsonyabbak. Két 18 és két 9 emeletes kollégiumi szárnyával az épület egy cour d’honneurt alkot. A teljes főépület alapterülete 1,6 km². Részleges restaurálására 2000-ben került sor.
Az épületen számos szobor található díszítés gyanánt, például Vera Muhina diákokat ábrázoló alkotásai, valamint Nyikolaj Tomszkij szobra, amely Lomonoszovot, a Moszkvai Egyetem alapítóját ábrázolja.

## Turizmus
A Moszkvai Állami Egyetem főépülete nem áll nyitva a látogatók előtt. A diákokat és alkalmazottakat leszámítva csak azok a személyek látogathatják, akik előzetesen engedélyt kaptak az egyetemtől, belépéskor pedig fel kell mutatni az orosz vagy nemzetközi útlevelet. 

## Fordítás
- Ez a szócikk részben vagy egészben  a   Main building of Moscow State University című angol Wikipédia-szócikk ezen változatának fordításán alapul.  Az eredeti cikk szerkesztőit annak laptörténete sorolja fel. Ez a jelzés csupán a megfogalmazás eredetét és a szerzői jogokat jelzi, nem szolgál a cikkben szereplő információk forrásmegjelöléseként.